# Roger Quemener
Roger Quemener (Kerien, 17 juni 1941 – Magescq, 18 juli 2021) was een Franse snelwandelaar, die een levende legende werd door de ultralange wedstrijd Parijs-Colmar zeven maal te winnen. Hij had hiermee het record van het aantal overwinningen, totdat de Pool Grzegorz Adam Urbanowski het tot tien overwinningen bracht.

## Loopbaan
Quemener was een uit Bretagne afkomstige Parijse politieman, aangesloten bij de AS Police Paris. Hij begon pas op zijn 28e met topsport. Hij betwistte vooral langeafstandswedstrijden; hij was onder meer Frans kampioen op de 100 kilometer in 1971, 1972 en 1975. 
In 1979 won Quemener de klassieker Straatsburg-Parijs. Hij won die wedstrijd, die vanaf 1981 Parijs-Colmar werd, ook nog in 1983 en vijfmaal achtereenvolgens van 1985 tot 1989. Hij had de gewoonte om vóór de aankomst in Colmar zich nog te laten scheren om met een gladgeschoren gezicht over de eindstreep te stappen. Later werd Quemener adjunct-directeur van deze wedstrijd.
Quemener overleed op 80-jarige leeftijd aan de gevolgen van kanker.